# 에이원프로
에이원프로(AONEPRO)는 전자사전, 블루투스, DMB수신기 제작을 주력목표로 만든 회사이다.
최고 경영자는 김남중이다.

## 제품 정보

### 전자 사전
전자사전에는 총17가지 모델이있다.

SD 카드를 사용해서 용량을 확장할 수 있다.(일부모델제외)

일부 단종된 모델도 있고, 더 많은 모델도 있으나 홈페이지에 게재된 모델만 서술했다.

C,J로 구분된 모델은 중국어, 일본어가 각각 선택사양으로 있으며 서로 다른 언어를 원할 때는 확장카드를 구매해야한다.

- AP-760
- AP-750(C,J)
- AP-703(C,J)
- AP-701(C,J)
- AP-450
- AP-400
- AP-350
- AP-310(J)
- AP-300(C)
- AP-255
- AP-250
- AP-155
- AP-120(C,J)
- AP-115(C,J)
- AP-111(C,J)
- AP-101(C,J)
- APM-700(의학전문사전)

### DMB수신기
DMB수신기는 총1개의 모델이 있다.
- MDR-100(지상파DMB수신)

### 블루투스
블루투스헤드셋은 총1개의 모델이 있다.
- BS-6010